# Maria Grazia Tarallo
Maria Grazia Tarallo, in religione suor Maria della Passione (Napoli, 23 settembre 1866 – San Giorgio a Cremano, 27 luglio 1912), è stata una religiosa italiana; è stata proclamata beata da papa Benedetto XVI nel 2006.

## Biografia
Nacque a Barra, alla periferia di Napoli, da Leopoldo, un giardiniere, e da Concetta Borriello, in una famiglia composta da altri sei tra fratelli e sorelle. Fu battezzata nella Chiesa dell'Ave Gratia Plena. Cresciuta in un ambiente cristiano, a cinque anni fece voto di verginità alla Madonna, desiderando di ricevere la comunione. Eccezionalmente il suo parroco le concesse di fare la prima comunione all'età di sette anni, ritenendola sufficientemente matura.
Per tutta l'infanzia desiderò farsi suora. La vocazione della dedizione a Cristo fu ostacolata dal padre che, all'età di 22 anni, la obbligò a fidanzarsi. La morte del giovane a cui era stata promessa, che da lei stessa era stato convertito grazie alla preghiera, le permise di farsi monaca secondo il suo desiderio. Il padre, colpito da quanto avvenuto, acconsentì al desiderio della figlia. Il 1 giugno del 1891 entrò così nel monastero delle Suore crocifisse adoratrici dell'Eucaristia, istituto religioso fondato pochi anni prima a Napoli. Fu la stessa fondatrice dell'istituto, madre Maria Pia della Croce, a testimoniare sulla vita virtuosa e sulla fama di santità della giovane a cui aveva dato il nome da religiosa di suor Maria della Passione.
Dopo aver vissuto l'ultimo periodo della sua vita cibandosi esclusivamente del pane eucaristico, morì il 27 luglio del 1912.

## Il culto
Papa Giovanni Paolo II rese pubblico il decreto circa le sue virtù eroiche il 19 aprile 2004. Papa Benedetto XVI promulgò il decreto di beatificazione il 19 gennaio 2006. Il rito di beatificazione venne celebrato il 14 maggio 2006 presso il Duomo di Napoli . La celebrazione venne presieduta dal cardinal José Saraiva Martins, all’epoca prefetto della Congregazione delle Cause dei Santi e legato pontificio di papa Benedetto XVI.
La memoria liturgica della beata Maria della Passione si celebra il 27 luglio, giorno della sua morte.